# Кфар-Хасидим
Кфар-Хасиди́м (ивр. כְּפַר חֲסִידִים‎, дословно «Деревня хасидов»), также известный как Кфар-Хасидим-Алеф — мошав на севере Израиля. Расположен недалеко от Кирьят-Аты, находится в ведении Звулонского регионального совета.

## История
Мошав создали в 1924 году при поддержке поселенческого движения Ха-поэль ха-мизрахи ортодоксальные евреи из Польши, спасающиеся от экономического кризиса. Они эмигрировали в Подмандатную Палестину в 1924 году, с 4-й волной переселенцев в Израиль (см. Алия), оставшись религиозными в отличие от старожилов ишува.
Мошав стал уникальным феноменом в период противодействия хасидизма контактам с сионистами.
Земля для мошава была куплена известным сионистским деятелем, организатором закупок земель в Подмандатной Палестине, и в то же время уроженцем Кременчуга, Иегошуа Ханкиным у араба-христианина из Ливана и предложена раввинам из Польши.
Первые поселенцы прибыли в 1924 году, в 1925 году прибыло уже 30 семей.
Водоснабжение нового мошава зависело от осушения болота, образованного рекой Кишон. При осушении возникли серьёзные проблемы с дренажом.
Посмотреть на необычный религиозный мошав приезжали также представители интеллигенции, писатели и мыслители, как: Хаим Бялик, Ахад-ха-Ам, а также лорд Бальфур (см. Декларация Бальфура).
Жители мошава не смогли прокормить себя и выплатить долговые обязательства на землю. 25 семей поселенцев из Мизрахи Поэль, прошедших обучение, и 60 избранных семей хасидов получили помощь Еврейского национального фонда и фонда Керен ха-Йесод: помощь в осушении болот, погашении долгов, инвентарь, коровы, мулы, инструменты. В 1927 году поселение получило название Кфар-хасидим.
В 1930 году, с вводом в действие дороги Хайфа — Назарет, экономическое положение мошава улучшилось.
В 1937 году была создана молодёжная религиозная деревня Кфар-ха-Ноар-ха-Дати с ешивой.
В 1950-х годах деревня была муниципально разделена на два поселения: Кфар-Хасидим А —фермеры и Кфар-Хасидим Б— жители. С годами жители Кфар-Хасидим А стали не столь ортодоксальны, из-за этого большинство хасидов переселилось в Бней-Брак и Иерусалим.
С большими волнами иммиграции в 1950 -х годах некоторые жители мошава основали местный совет Рехасим.
В Кфар-Хасидиме находится мемориал павшим бойцам ЦАХАЛа, музей «Штетл Янкеля», посвящённый жизни еврейских местечек (штетлов) в Восточной Европе. В мошаве рос Шломо Горен, будущий глава Военного раввината Армии обороны Израиля, а затем главный ашкеназский раввин Израиля с 1973 по 1983 год. Его отец был основателем мошава.

## До мошава
В османский период здесь была мусульманская деревня Харбаж. Правитель Галилеи Захир аль-Умар аз-Зейдани укрепил деревню стеной, которая не сохранилась. К 1799 году название деревни изменилось на Эль-Харбаж. В 1887 году в деревне проживало 87 жителей, все — мусульмане. Во времена британского мандата к 1922 году в деревне было 177 человек, все — мусульмане.

## Население
По данным Центрального статистического бюро Израиля, население на начало 2020 года составляло 842 человека.

## Экономика
Экономика мошава основана на интенсивном сельском хозяйстве.